# America (band)
 For alternative betydninger, se Amerika (flertydig). (Se også artikler, som begynder med Amerika)
America er et rockband, der blev dannet i England i 1970 af Dewey Bunnell, Dan Peek og Gerry Beckley. Trioen mødtes som sønner af personale fra U.S. Air Force, der var udstationeret i London, hvor de begyndte at optræde sammen.
America opnåede stor popularitet i 1970'erne, og var berømte for deres tætte vokale harmonier og lette akustiske folkrock-lyd. Bandet udgav en række succesfulde albums og singler, hvoraf mange blev spillet flittigt på pop/softrock radiostationer.
Bandet begyndte sammen kort efter medlemmer blev færdig i high school, og de fik en pladekontrakt med Warner Bros. Records. Deres debutalbum, America, fra 1971 inkludere his som "A Horse with No Name" og "I Need You"; Homecoming (1972) havde singlen "Ventura Highway"; og Hat Trick (1973), fik beskeden succes med langt dårlige salg en forgængerne, og sangen "Muskrat Love". Gruppens fjerde, Holiday, fra 1974 havde hit som "Tin Man" og "Lonely People"; mens Hearts fra 1975 genererede singlerne "Sister Golden Hair" og "Daisy Jane." History: America's Greatest Hits, der var en opsamlingsplade med hitsingler, blev udgivet same år, og blev certificeret multi-platin i USA og Australien. Peek forlod gruppen i 1977, og deres kommercielle succes var derefter for nedadgående. I 1982 opnåede de fornyet popularitet med singlen "You Can Do Magic".
Gruppen indspiller fortsat nyt materiale. Deres album Here & Now fra 2007 var et samarbejde med en ny generation af musikere, der har angivet America som at have indflydelse på deres musik. America vandt Grammy Award for bedste nye kunstner i 1973, og gruppen er blevet indskrevet i Vocal Group Hall of Fame og har modtaget en stjerne på Hollywood Walk of Fame.

## Diskografi
| - America (1971) - Homecoming (1972) - Hat Trick (1973) - Holiday (1974) - Hearts (1975) - History: America's Greatest Hits (1975), opsamling - Hideaway (1976) - Harbor (1977) - America Live (1977), live - Silent Letter (1979) - Alibi (1980) - View from the Ground (1982) - Your Move (1983) - Perspective (1984) - In Concert (1985), live - Encore: More Greatest Hits (1991), opsamling | - Hourglass (1994) - In Concert (1995), live - Horse with No Name (1995), live - Human Nature (1998) - Highway (2000), compilation - The Complete Greatest Hits (2001), opsamling - Holiday Harmony (2002) - The Grand Cayman Concert (2002), live - America & Friends Live at the Ventura Theatre (2006), live - Here & Now (2007) - Live in Concert: Wildwood Springs (2008), live - Hits: 40th Anniversary Edition (2011) - Back Pages (2011) - Lost & Found (2015) - The Warner Years 1971-1977 (2015), 8-CD bokssæt - Archives, Vol. 1 (2015) - An Introduction To : America (2017), opsamling |